# Johann Perathoner
 (mars 2018).
Si vous disposez d'ouvrages ou d'articles de référence ou si vous connaissez des sites web de qualité traitant du thème abordé ici, merci de compléter l'article en donnant les références utiles à sa vérifiabilité et en les liant à la section « Notes et références ».
Pour les articles homonymes, voir Perathoner.
Johann Perathoner, né le 20 mars 1986 à Paris, est un artiste plasticien français.
Ses œuvres représentent des villes en 3 dimensions composées de différentes couches dessinées puis superposées, dans un style naïf très coloré et extrêmement détaillé.

## Biographie
Son travail, inspiré par l'architecture et l'urbanisme, a été exposé dans des lieux prestigieux comme à l'Empire State Building à New York  et la Tour Montparnasse à Paris. Il est également connu pour ses "vernissages sauvages", où il présente ses œuvres en plein air.
Johann Perathoner a commencé sa carrière chez les galeries Bartoux, puis par les galeries Belair Fine Art présentes à Genève, Miami, Paris, ainsi que chez la galerie Perahia.
Il est représenté par la galerie ONYX à New York.
Johann Perathoner a développé une carrière au Japon, où son travail est exposé dans sept galeries d'art du groupe Primax à Tokyo.
En 2014, ses œuvres étaient présentes aux Beyrouth Art Fair et Singapore Art Fair. En mars 2015 il est apparu dans le reportage : Une saison extraordinaire à Courchevel sur la chaine NRJ 12,.

## Distinctions
- 2003 Prix du mérite et de l’engagement

https://www.forbes.fr/lifestyle/les-laureats-du-diner-des-arts-et-de-la-culture-2023/

## Expositions personnelles
- 14 avril 2022 : Vernissage de l'artiste au palace Le Royal Monceau en collaboration avec les galeries Belair Fineart [3], Paris, France
- 17 mars 2017 : Vernissage de l'artiste à l'hôtel Renaissance[4], Paris, France
- 2015 > 2016 : Exposition permanente Primax Gallery - Shibuya, Tokyo, Japon
- 4 juin > 4 septembre 2015 : Exposition Galerie Bartoux London Londres, Royaume-Uni
- 27 > 30 novembre 2014 : Singapore Art Fair avec Galerie Les Plumes Singapour
- 1er novembre 2014 : 14e édition Artistique Galeries Bartoux Normandy Honfleur, France
- Août / septembre 2014 : Exposition Galeries Bartoux Champs-Élysées, Paris, France
- 18 > 21 septembre 2014 : Beirut Art Fair[5] avec Galerie Les Plumes Beyrouth, Liban
- Mars > Mai 2014 : Exposition Galerie Les Plumes[6], Beyrouth, Liban
- Février 2014 : Exposition organisée par Pierre-Paul Monnet (Concierge du Meurice), église Saint Thomas d’Aquin 75007, Paris, France
- Novembre 2013 : Exposition organisée par Michael Adam (directeur artistique Murano) Hôtel Murano, Paris, France
- Novembre > Décembre 2012 : Exposition La Cigale (restaurant Costes) - Butte Montmartre, Paris, France
- Janvier > Mars 2012 : Exposition Galerie Dumaine - Ile Saint-Louis, Paris, France